# Qualificazioni al campionato europeo femminile under 19 di calcio 2010
Le qualificazioni al Campionato europeo femminile under 19 di calcio 2010 prevedono due fasi. Nella prima, 44 squadre sono state divise in 11 gironi di 4. Le prime due classificate di ogni girone e la migliore terza si sono qualificate per la seconda fase, a cui era ammessa direttamente la Germania, prima nel ranking.
Le 24 squadre rimaste sono divise in 6 gironi di 4. Le vincitrici di ogni girone e la migliore seconda classificata si qualificano per la fase finale.

## Primo turno

### Gruppo 1
- Paese ospitante: Croazia[1]

| Pos | Squadra   | Pt | G | V | N | P | GF | GS | DR  |
| --- | --------- | -- | - | - | - | - | -- | -- | --- |
| 1.  | Irlanda   | 9  | 3 | 3 | 0 | 0 | 13 | 2  | +11 |
| 2.  | Finlandia | 6  | 3 | 2 | 0 | 1 | 5  | 4  | +1  |
| 3.  | Croazia   | 3  | 3 | 1 | 0 | 2 | 4  | 5  | -1  |
| 4.  | Fær Øer   | 0  | 3 | 0 | 0 | 3 | 0  | 11 | -11 |

#### Risultati
| 19 settembre 2009 | Irlanda | 3 – 0 | Croazia |  |

| 19 settembre 2009 | Finlandia | 1 – 0 | Fær Øer |  |

| 21 settembre 2009 | Irlanda | 7 – 0 | Fær Øer |  |

| 21 settembre 2009 | Croazia | 1 – 2 | Finlandia |  |

| 24 settembre 2009 | Finlandia | 2 – 3 | Irlanda |  |

| 24 settembre 2009 | Fær Øer | 0 – 3 | Croazia |  |

### Gruppo 2
- Paese ospitante: Estonia[2]

| Pos | Squadra   | Pt | G | V | N | P | GF | GS | DR |
| --- | --------- | -- | - | - | - | - | -- | -- | -- |
| 1.  | Svezia    | 7  | 3 | 2 | 1 | 0 | 11 | 2  | +9 |
| 2.  | Rep. Ceca | 6  | 3 | 2 | 0 | 1 | 5  | 3  | +2 |
| 3.  | Estonia   | 3  | 3 | 1 | 0 | 2 | 2  | 11 | -9 |
| 4.  | Slovenia  | 1  | 3 | 0 | 1 | 2 | 3  | 5  | -2 |

#### Risultati
| 19 settembre 2009 | Svezia | 2 – 2 | Slovenia |  |

| 19 settembre 2009 | Rep. Ceca | 3 – 1 | Estonia |  |

| 21 settembre 2009 | Rep. Ceca | 2 – 1 | Slovenia |  |

| 21 settembre 2009 | Estonia | 0 – 8 | Svezia |  |

| 24 settembre 2009 | Svezia | 1 – 0 | Rep. Ceca |  |

| 24 settembre 2009 | Slovenia | 0 – 1 | Estonia |  |

### Gruppo 3
- Paese ospitante: Danimarca[3]

| Pos | Squadra              | Pt | G | V | N | P | GF | GS | DR  |
| --- | -------------------- | -- | - | - | - | - | -- | -- | --- |
| 1.  | Danimarca            | 9  | 3 | 3 | 0 | 0 | 14 | 1  | +13 |
| 2.  | Bosnia ed Erzegovina | 6  | 3 | 2 | 0 | 1 | 9  | 9  | 0   |
| 3.  | Galles               | 3  | 3 | 1 | 0 | 2 | 8  | 8  | 0   |
| 4.  | Moldavia             | 0  | 3 | 0 | 0 | 3 | 0  | 13 | -13 |

#### Risultati
| 19 settembre 2009 | Galles | 2 – 6 | Bosnia ed Erzegovina |  |

| 19 settembre 2009 | Danimarca | 5 – 0 | Moldavia |  |

| 21 settembre 2009 | Galles | 5 – 0 | Moldavia |  |

| 21 settembre 2009 | Bosnia ed Erzegovina | 0 – 7 | Danimarca |  |

| 24 settembre 2009 | Danimarca | 2 – 1 | Galles |  |

| 24 settembre 2009 | Moldavia | 0 – 3 | Bosnia ed Erzegovina |  |

### Gruppo 4
- Paese ospitante: Bulgaria[4]

| Pos | Squadra          | Pt | G | V | N | P | GF | GS | DR  |
| --- | ---------------- | -- | - | - | - | - | -- | -- | --- |
| 1.  | Italia           | 9  | 3 | 3 | 0 | 0 | 14 | 0  | +14 |
| 2.  | Scozia           | 6  | 3 | 2 | 0 | 1 | 7  | 3  | +4  |
| 3.  | Bulgaria         | 3  | 3 | 1 | 0 | 2 | 2  | 11 | -9  |
| 4.  | Irlanda del Nord | 0  | 3 | 0 | 0 | 3 | 0  | 9  | -9  |

#### Risultati
| Albena 19 settembre 2009 | Scozia | 2 – 0 | Irlanda del Nord | Stadio Albena-1 |

| Dobrič 19 settembre 2009 | Italia | 6 – 0 | Bulgaria | Stadio Druzhba |

| Albena 21 settembre 2009 | Irlanda del Nord | 0 – 6 | Italia | Stadio Albena-1 |

| Dobrič 21 settembre 2009 | Scozia | 5 – 1 | Bulgaria | Stadio Druzhba |

| Albena 24 settembre 2009 | Italia | 2 – 0 | Scozia | Stadio Albena-1 |

| Dobrič 24 settembre 2009 | Bulgaria | 1 – 0 | Irlanda del Nord | Stadio Druzhba |

### Gruppo 5
- Paese ospitante: Paesi Bassi[5]

| Pos | Squadra     | Pt | G | V | N | P | GF | GS | DR  |
| --- | ----------- | -- | - | - | - | - | -- | -- | --- |
| 1.  | Paesi Bassi | 7  | 3 | 2 | 1 | 0 | 17 | 2  | +15 |
| 2.  | Polonia     | 7  | 3 | 2 | 1 | 0 | 10 | 1  | +9  |
| 3.  | Israele     | 3  | 3 | 1 | 0 | 2 | 4  | 16 | -12 |
| 4.  | Lituania    | 0  | 3 | 0 | 0 | 3 | 1  | 13 | -12 |

#### Risultati
| 19 settembre 2009 | Polonia | 3 – 0 | Lituania |  |

| 19 settembre 2009 | Paesi Bassi | 9 – 1 | Israele |  |

| 21 settembre 2009 | Israele | 0 – 6 | Polonia |  |

| 21 settembre 2009 | Paesi Bassi | 7 – 0 | Lituania |  |

| 24 settembre 2009 | Polonia | 1 – 1 | Paesi Bassi |  |

| 24 settembre 2009 | Lituania | 1 – 3 | Israele |  |

### Gruppo 6
- Paese ospitante: Inghilterra[6]

| Squadra     | G | V | N | P | GF | GS | DR  | Pt |
| ----------- | - | - | - | - | -- | -- | --- | -- |
| Norvegia    | 3 | 2 | 1 | 0 | 18 | 2  | +16 | 7  |
| Inghilterra | 3 | 2 | 1 | 0 | 8  | 2  | +9  | 7  |
| Slovacchia  | 3 | 1 | 0 | 2 | 7  | 9  | -2  | 3  |
| Bielorussia | 3 | 0 | 0 | 3 | 1  | 21 | -20 | 0  |

| 19 settembre 2009 | Norvegia | 5 – 1 | Slovacchia |  |

| 19 settembre 2009 | Inghilterra | 4 – 0 | Bielorussia |  |

| 21 settembre 2009 | Bielorussia | 0 – 12 | Norvegia |  |

| 21 settembre 2009 | Inghilterra | 3 – 1 | Slovacchia |  |

| 24 settembre 2009 | Norvegia | 1 – 1 | Inghilterra |  |

| 24 settembre 2009 | Slovacchia | 5 – 1 | Bielorussia |  |

### Gruppo 7
- Paese ospitante: Turchia[7]

| Pos | Squadra | Pt | G | V | N | P | GF | GS | DR  |
| --- | ------- | -- | - | - | - | - | -- | -- | --- |
| 1.  | Francia | 9  | 3 | 3 | 0 | 0 | 17 | 1  | +16 |
| 2.  | Turchia | 4  | 3 | 1 | 1 | 1 | 15 | 6  | +9  |
| 3.  | Serbia  | 4  | 3 | 1 | 1 | 1 | 4  | 6  | -2  |
| 4.  | Georgia | 0  | 3 | 0 | 0 | 3 | 0  | 23 | -23 |

#### Risultati
| Arbitro: | Monica Larsen |

|              |           |           |
| Markovic 14’ | Marcatori | 30’ Ersoy |

| Arbitro: | Knarik Grigoryan |

|                                                                                   |           |  |
| Crammer 11’, 31’, 77’ Pasikashvili 32’ (aut.) Makanza 48’ Rousseau 56’ Catala 83’ | Marcatori |  |

| Arbitro: | Monica Larsen |

|                                          |           |         |
| Dali 6’ Lavaud 48’, 90’ Crammer 60’, 82’ | Marcatori | 9’ Kara |

| Smirne 21 settembre 2009 | Georgia | 0 – 3 | Serbia | Buca Arena |

| Arbitro: | Knarik Grigoryan |

|                                                   |           |  |
| Crammer 6’ Catala 22’, 32’ Rubio 26’ Schwartz 86’ | Marcatori |  |

| Arbitro: | Paula Thorn |

|                                                                                               |           |  |
| Ersoy 4’, 90’ Elgalp 6’, 44’, 47’, 61’, 85’ Aladağ 23’, 64’ Kara 48’, 60’, 90+1’ Gönültaş 50’ | Marcatori |  |

### Gruppo 8
- Paese ospitante: Ungheria[8]

| Squadra  | G | V | N | P | GF | GS | DR  | Pt |
| -------- | - | - | - | - | -- | -- | --- | -- |
| Belgio   | 3 | 2 | 1 | 0 | 14 | 2  | +12 | 7  |
| Ungheria | 3 | 2 | 1 | 0 | 11 | 0  | +11 | 7  |
| Lettonia | 3 | 1 | 0 | 2 | 8  | 13 | -5  | 3  |
| Armenia  | 3 | 0 | 0 | 3 | 2  | 20 | -18 | 0  |

| 19 settembre 2009 | Ungheria | 7 – 0 | Lettonia |  |

| 19 settembre 2009 | Belgio | 10 – 0 | Armenia |  |

| 21 settembre 2009 | Lettonia | 2 – 4 | Belgio |  |

| 21 settembre 2009 | Ungheria | 4 – 0 | Armenia |  |

| 24 settembre 2009 | Belgio | 0 – 0 | Ungheria |  |

| 24 settembre 2009 | Armenia | 2 – 6 | Lettonia |  |

### Gruppo 9
- Paese ospitante: Austria[9]

| Squadra    | G | V | N | P | GF | GS | DR | Pt |
| ---------- | - | - | - | - | -- | -- | -- | -- |
| Russia     | 3 | 3 | 0 | 0 | 9  | 1  | +8 | 9  |
| Austria    | 3 | 2 | 0 | 1 | 4  | 2  | +2 | 6  |
| Kazakistan | 3 | 1 | 0 | 2 | 3  | 6  | -3 | 3  |
| Grecia     | 3 | 0 | 0 | 3 | 2  | 9  | -7 | 0  |

| 19 settembre 2009 | Russia | 5 – 1 | Grecia |  |

| 19 settembre 2009 | Austria | 2 – 1 | Kazakistan |  |

| 21 settembre 2009 | Kazakistan | 0 – 3 | Russia |  |

| 21 settembre 2009 | Austria | 2 – 0 | Grecia |  |

| 24 settembre 2009 | Russia | 1 – 0 | Austria |  |

| 24 settembre 2009 | Grecia | 1 – 2 | Kazakistan |  |

### Gruppo 10
- Paese ospitante: Azerbaigian[10]

| Squadra     | G | V | N | P | GF | GS | DR  | Pt |
| ----------- | - | - | - | - | -- | -- | --- | -- |
| Spagna      | 3 | 3 | 0 | 0 | 11 | 1  | +10 | 9  |
| Ucraina     | 3 | 2 | 0 | 1 | 5  | 4  | +1  | 6  |
| Cipro       | 3 | 1 | 0 | 2 | 4  | 6  | -2  | 3  |
| Azerbaigian | 3 | 0 | 0 | 3 | 0  | 9  | -9  | 0  |

| 19 settembre 2009 | Ucraina | 2 – 0 | Cipro |  |

| 19 settembre 2009 | Spagna | 3 – 0 | Azerbaigian |  |

| 21 settembre 2009 | Spagna | 4 – 1 | Cipro |  |

| 21 settembre 2009 | Azerbaigian | 0 – 3 | Ucraina |  |

| 24 settembre 2009 | Ucraina | 0 – 4 | Spagna |  |

| 24 settembre 2009 | Cipro | 3 – 0 | Azerbaigian |  |

1. ↑  A tavolino per rinuncia dell'Azerbaigian, il risultato sul campo fu 2-0
2. ↑  A tavolino per rinuncia dell'Azerbaigian, il risultato sul campo fu 1-0
3. ↑  A tavolino per rinuncia dell'Azerbaigian, il risultato sul campo fu 0-8

### Gruppo 11
- Paese ospitante: Portogallo[11]

| Squadra    | G | V | N | P | GF | GS | DR | Pt |
| ---------- | - | - | - | - | -- | -- | -- | -- |
| Svizzera   | 3 | 2 | 1 | 0 | 10 | 2  | +8 | 7  |
| Islanda    | 3 | 2 | 1 | 0 | 8  | 1  | +7 | 7  |
| Romania    | 3 | 1 | 0 | 2 | 2  | 11 | -9 | 3  |
| Portogallo | 3 | 0 | 0 | 3 | 2  | 8  | -6 | 0  |

| 19 settembre 2009 | Svizzera | 5 – 0 | Romania |  |

| 19 settembre 2009 | Portogallo | 0 – 2 | Islanda |  |

| 21 settembre 2009 | Islanda | 1 – 1 | Svizzera |  |

| 21 settembre 2009 | Portogallo | 1 – 2 | Romania |  |

| 24 settembre 2009 | Svizzera | 4 – 1 | Portogallo |  |

| 24 settembre 2009 | Romania | 0 – 5 | Islanda |  |

### Confronto tra le terze classificate
Si tiene conto solo dei risultati ottenuti contro le prime due classificate del girone.
La Serbia passa il turno come migliore terza classificata essendo l'unica squadra a pareggiare uno dei due incontri contro le prime due del girone.
| Gr. | Squadra    | G | V | N | P | GF | GS | DR  | Pt |
| --- | ---------- | - | - | - | - | -- | -- | --- | -- |
| 7   | Serbia     | 2 | 0 | 1 | 1 | 1  | 6  | -5  | 1  |
| 1   | Croazia    | 2 | 0 | 0 | 2 | 1  | 5  | -4  | 0  |
| 9   | Kazakistan | 2 | 0 | 0 | 2 | 1  | 5  | -4  | 0  |
| 3   | Galles     | 2 | 0 | 0 | 2 | 3  | 8  | -5  | 0  |
| 10  | Cipro      | 2 | 0 | 0 | 2 | 1  | 6  | -5  | 0  |
| 6   | Slovacchia | 2 | 0 | 0 | 2 | 2  | 8  | -6  | 0  |
| 8   | Lettonia   | 2 | 0 | 0 | 2 | 2  | 11 | -9  | 0  |
| 4   | Bulgaria   | 2 | 0 | 0 | 2 | 1  | 11 | -10 | 0  |
| 11  | Romania    | 2 | 0 | 0 | 2 | 0  | 10 | -10 | 0  |
| 2   | Estonia    | 2 | 0 | 0 | 2 | 1  | 11 | -11 | 0  |
| 5   | Israele    | 2 | 0 | 0 | 2 | 1  | 15 | -14 | 0  |

## Secondo turno
Il sorteggio si tenne a Nyon l'11 novembre 2009 alle 9.30 CET.

### Gruppo 1
- Paese ospitante: Svezia[12]

| Squadra     | G | V | N | P | GF | GS | DR | Pt |
| ----------- | - | - | - | - | -- | -- | -- | -- |
| Inghilterra | 3 | 3 | 0 | 0 | 9  | 2  | +7 | 9  |
| Svezia      | 3 | 2 | 0 | 1 | 9  | 3  | +6 | 6  |
| Irlanda     | 3 | 1 | 0 | 2 | 3  | 9  | -6 | 3  |
| Turchia     | 3 | 0 | 0 | 3 | 2  | 9  | -7 | 0  |

| Örebro 27 marzo 2010 | Svezia | 3 – 0 | Turchia | Behrn Arena |

| Örebro 27 marzo 2010 | Irlanda | 0 – 3 | Inghilterra | Behrn Arena |

| Eskilstuna 29 marzo 2010                              | Irlanda   | 3 – 2 referto       | Turchia | Tunavallen |
| \| \| \| \| \| \| Marcatori \| 41’ Kara 79’ Ertürk \| |           |                     |         |            |
|                                                       |           |                     |         |            |
|                                                       | Marcatori | 41’ Kara 79’ Ertürk |         |            |

| Västerås 29 marzo 2010 | Inghilterra | 3 – 2 | Svezia | Swedbank Park |

| Eskilstuna 1º aprile 2010 | Svezia | 4 – 0 | Irlanda | Tunavallen |

| Västerås 1º aprile 2010 | Turchia | 0 – 3 | Inghilterra | Swedbank Park |

### Gruppo 2
- Paese ospitante: Ungheria[13]

| Pos | Squadra  | Pt | G | V | N | P | GF | GS | DR  |
| --- | -------- | -- | - | - | - | - | -- | -- | --- |
| 1.  | Francia  | 7  | 3 | 2 | 1 | 0 | 5  | 0  | +5  |
| 2.  | Austria  | 5  | 3 | 1 | 2 | 0 | 4  | 2  | +2  |
| 3.  | Svizzera | 4  | 3 | 1 | 1 | 1 | 6  | 3  | +3  |
| 4.  | Ungheria | 0  | 3 | 0 | 0 | 3 | 2  | 12 | -10 |

#### Risultati
| Tatabánya 27 marzo 2010 | Ungheria | 1 – 3 | Austria | Városi Stadion |

| Arbitro: | Rhona Daly |

|          |           |  |
| Rubio 4’ | Marcatori |  |

| Tatabánya 29 marzo 2010 | Svizzera | 5 – 1 | Ungheria | Városi Stadion |

| Telki 29 marzo 2010, ore 17:30 | Francia       | 0 – 0 referto | Austria | Globall Football Park (60 spett.)\| Arbitro: \| Betina Norman \| |
| Arbitro:                       | Betina Norman |               |         |                                                                  |

| Arbitro: | Olga Tanschi |

|  |           |                                         |
|  | Marcatori | 2’, 29’ Barbance 42’ Crammer 89’ Thomas |

| Telki 1º aprile 2010 | Austria | 1 – 1 | Svizzera | Globall Football Park |

### Gruppo 3
| Pos | Squadra  | Pt | G | V | N | P | GF | GS | DR  |
| --- | -------- | -- | - | - | - | - | -- | -- | --- |
| 1.  | Germania | 9  | 3 | 3 | 0 | 0 | 18 | 0  | +18 |
| 2.  | Norvegia | 6  | 3 | 2 | 0 | 1 | 10 | 4  | +6  |
| 3.  | Polonia  | 1  | 3 | 0 | 1 | 2 | 2  | 14 | -12 |
| 4.  | Serbia   | 1  | 3 | 0 | 1 | 2 | 1  | 13 | -12 |

- Paese ospitante: Serbia[14]

#### Risultati
| Donji Tavankut 27 marzo 2010 | Germania | 7 – 0 | Polonia | FK Tavankut Stadium |

| Arbitro: | Morag Pirie |

|  |           |                                             |
|  | Marcatori | 10’, 70’ Christensen 87’ Minde 89’ Bjånesøy |

| Subotica 27 marzo 2010 | Germania | 8 – 0 | Serbia | Bačka Stadium |

| Arbitro: | Eun Ah Hong |

|            |           |                                                                     |
| Zdunek 49’ | Marcatori | 12’, 79’, 90’ Bjånesøy 45’ Haavi 72’ Kleppa Undheim 82’ Christensen |

| Arbitro: | Morag Pirie |

|                                 |           |  |
| Knaak 55’ Huth 58’ Marozsán 60’ | Marcatori |  |

| Subotica 1º aprile 2010 | Serbia | 1 – 1 | Polonia | City Stadium |

### Gruppo 4
- Paese ospitante: Russia[15]

| Pos | Squadra   | Pt | G | V | N | P | GF | GS | DR  |
| --- | --------- | -- | - | - | - | - | -- | -- | --- |
| 1.  | Spagna    | 6  | 3 | 2 | 0 | 1 | 8  | 3  | +5  |
| 2.  | Russia    | 6  | 3 | 2 | 0 | 1 | 7  | 1  | +6  |
| 3.  | Rep. Ceca | 3  | 3 | 1 | 0 | 2 | 2  | 12 | -10 |
| 4.  | Islanda   | 3  | 3 | 1 | 0 | 2 | 4  | 5  | -1  |

#### Risultati
| Soči 27 marzo 2010, ore 09:00                                                     | Spagna    | 2 – 3 referto                            | Islanda | Sputnik-Sport |
| \| \| \| \| \| 9’ 39’ \| Marcatori \| 10’ Þorvaldsdóttir 53’, 77’ Sigfúsdóttir \| |           |                                          |         |               |
|                                                                                   |           |                                          |         |               |
| 9’ 39’                                                                            | Marcatori | 10’ Þorvaldsdóttir 53’, 77’ Sigfúsdóttir |         |               |

| Soči 27 marzo 2010 | Russia | 6 – 0 | Rep. Ceca | Sputnik-Sport |

| Soči 29 marzo 2010 | Spagna | 5 – 0 | Rep. Ceca | Sputnik-Sport |

| Soči 29 marzo 2010                    | Islanda   | 0 – 1 | Russia | Sputnik-Sport |
| \| \| \| \| \| \| Marcatori \| 25’ \| |           |       |        |               |
|                                       |           |       |        |               |
|                                       | Marcatori | 25’   |        |               |

| Soči 1º aprile 2010, ore 11:00 | Russia | 0 – 1 | Spagna | South-Sport |

| Soči 1º aprile 2010, ore 11:00                                 | Rep. Ceca | 2 – 1              | Islanda | Sputnik-Sport |
| \| \| \| \| \| 18’ 45+1’ \| Marcatori \| 48’ Ásbjörnsdóttir \| |           |                    |         |               |
|                                                                |           |                    |         |               |
| 18’ 45+1’                                                      | Marcatori | 48’ Ásbjörnsdóttir |         |               |

### Gruppo 5
- Paese ospitante: Paesi Bassi[16]

| Squadra     | G | V | N | P | GF | GS | DR | Pt |
| ----------- | - | - | - | - | -- | -- | -- | -- |
| Paesi Bassi | 3 | 2 | 1 | 0 | 6  | 1  | +5 | 7  |
| Scozia      | 3 | 2 | 1 | 0 | 5  | 2  | +3 | 7  |
| Danimarca   | 3 | 1 | 0 | 2 | 4  | 5  | -1 | 3  |
| Finlandia   | 3 | 0 | 0 | 3 | 2  | 9  | -7 | 0  |

| Harderwijk 27 marzo 2010 | Paesi Bassi | 4 – 0 | Finlandia | De Strokel |

| Apeldoorn 27 marzo 2010 | Danimarca | 1 – 2 | Scozia | Oderbos |

| Apeldoorn 29 marzo 2010 | Danimarca | 2 – 1 | Finlandia | Oderbos |

| Harderwijk 29 marzo 2010 | Scozia | 0 – 0 | Paesi Bassi | De Strokel |

| Apeldoorn 1º aprile 2010 | Paesi Bassi | 2 – 1 | Danimarca | Oderbos |

| Harderwijk 1º aprile 2010 | Finlandia | 1 – 3 | Scozia | De Strokel |

### Gruppo 6
- Paese ospitante: Belgio[17]

| Pos | Squadra              | Pt | G | V | N | P | GF | GS | DR  |
| --- | -------------------- | -- | - | - | - | - | -- | -- | --- |
| 1.  | Italia               | 9  | 3 | 3 | 0 | 0 | 11 | 1  | +10 |
| 2.  | Belgio               | 6  | 3 | 2 | 0 | 1 | 4  | 6  | -2  |
| 3.  | Ucraina              | 3  | 3 | 1 | 0 | 2 | 7  | 5  | +2  |
| 4.  | Bosnia ed Erzegovina | 0  | 3 | 0 | 0 | 3 | 1  | 11 | -10 |

#### Risultati
| Maasmechelen 27 marzo 2010 | Italia | 3 – 0 | Ucraina | Gemeentelijk |

| Beringen 27 marzo 2010 | Belgio | 2 – 0 | Bosnia ed Erzegovina | Mijnstadion |

| Tongeren 29 marzo 2010 | Ucraina | 1 – 2 | Belgio | Eburons Dome |

| Beringen 29 marzo 2010 | Italia | 3 – 1 | Bosnia ed Erzegovina | Mijnstadion |

| Maasmechelen 1º aprile 2010 | Belgio | 0 – 5 | Italia | Gemeentelijk |

| Tongeren 1º aprile 2010 | Bosnia ed Erzegovina | 0 – 6 | Ucraina | Eburons Dome |

### Confronto tra le seconde classificate
Si tiene conto solo dei risultati ottenuti contro la prima e la terza classificata del girone.
| Gr. | Squadra  | G | V | N | P | GF | GS | DR | Pt |
| --- | -------- | - | - | - | - | -- | -- | -- | -- |
| 5   | Scozia   | 2 | 1 | 1 | 0 | 2  | 1  | +1 | 4  |
| 4   | Russia   | 2 | 1 | 0 | 1 | 6  | 1  | +5 | 3  |
| 1   | Svezia   | 2 | 1 | 0 | 1 | 6  | 3  | +3 | 3  |
| 3   | Norvegia | 2 | 1 | 0 | 1 | 6  | 4  | +2 | 3  |
| 6   | Belgio   | 2 | 1 | 0 | 1 | 2  | 6  | -4 | 3  |
| 2   | Austria  | 2 | 0 | 2 | 0 | 1  | 1  | +0 | 2  |